# Newspaper Association of America
La Newspaper Association of America è un'associazione professionale che rappresenta circa 2000 giornali negli Stati Uniti e in Canada. Membri degli staff editoriali rappresentati dal NAA sono grandi quotidiani, pubblicazioni non quotidiane (periodici di informazione) e piccoli mezzi di informazione, come pure i prodotti digitali e multimedia.

## Panoramica
Basata ad Arlington, in Virginia, nelle immediate vicinanze di Washington, Newspaper Association of America si concentra sulle questioni più importanti che condizionano l'industria editoriale di oggi.
Tra le principali priorità dell'associazione sono le politiche pubbliche e questioni giuridiche, nonché lo sviluppo delle risorse e della diffusione pubblica della vasta gamma di prodotti e piattaforme digitali ora offerti dall'industria editoriale.
La NAA assiste l'industria editoriale negli sforzi strategici per:
- Fungere da catalizzatore per la crescita del settore
- Individuare e diffondere esempi di innovazione dell'industria editoriale
- Fornire strumenti per scambiare informazioni e idee
- Sostenere, promuovere e comunicare i punti di vista dell'industria e i relativi interessi al Governo Federale e agli organismi terzi di standardizzazione e di valutazione (statistica ecc.).
- Comunicare la vitalità della comunicazione per mezzo dei quotidiani agli associati esterni, tra cui il mondo della comunicazione pubblicitaria, Wall Street e i media.

## Storia
Il 1º giugno 1992, sette associazioni dell'industria editoriale si fusero per creare la Newspaper Association of America.
Le associazioni includono l'American Newspaper Publishers Association (fondata nel 1887), il Newspaper Advertising Bureau, l'Association of Newspaper Classified Advertising Managers, l'International Circulation Managers Association, l'International Newspapers Advertising and Marketing Executives, la Newspaper Advertising Co-op Network e il Newspaper Research Council.

## Organigramma
Alla guida è attualmente il Presidente Mark G. Contreras, senior VP/newspapers (capo redazione), E.W. Scripps Company.
Il capo del personale è John F. Sturm, che ha seguito NAA sin dal 1995. In precedenza ha trascorso quattro anni come capo lobbista a Washington dell'associazione e prima ancora ha ricoperto posizioni di lobbying simile con la CBS e NBC. 
In precedenza, egli era un avvocato della Federal Communications Commission.
NAA è socio con la Newspaper National Network, una partnership di vendite di pubblicità per la stampa e on-line, e la NAA Foundation, che stimola i giovani lettori per la formazione di una forza lavoro nei mezzi di comunicazione di massa più diversificati.
NAA è membro della World Association of Newspapers (Associazione mondiale dei quotidiani), di World Press Freedom Committee e di International Press Telecommunications Council.